# Painit
Painit – bardzo rzadko występujący minerał z gromady VI-6 boranów. Po raz pierwszy odnaleziony został w Mjanmie przez brytyjskiego mineraloga oraz handlarza klejnotami Arthura C.D. Paina w latach 50. XX wieku Po potwierdzeniu znaleziska jako nowego rodzaju minerału nadano mu nazwę po jego odkrywcy.
Minerał ten zbudowany jest z wapnia, cyrkonu, boru, glinu oraz tlenu (CaZrAl9O15(BO3)). Painit zawiera także śladowe ilości chromu i wanadu. Painit ma pomarańczowo-czerwoną do brązowo-czerwoną barwę przypominającą topaz.

## Odkrycia i występowanie

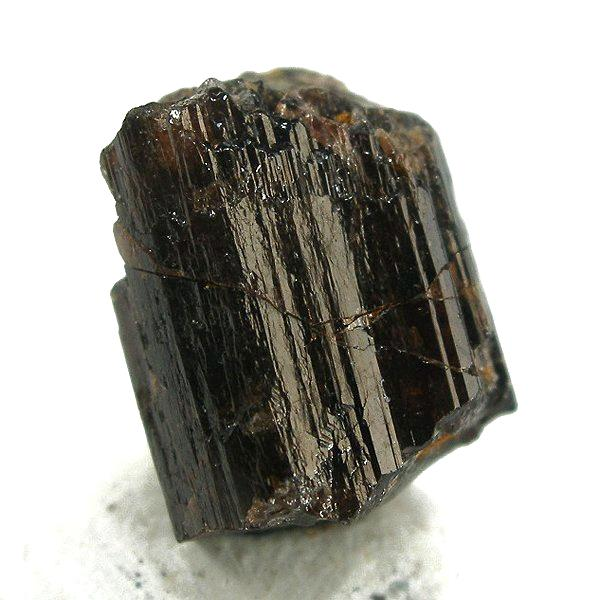
1, Kryształ painitu (rozmiar: 0,9 × 0,8 × 0,7 cm

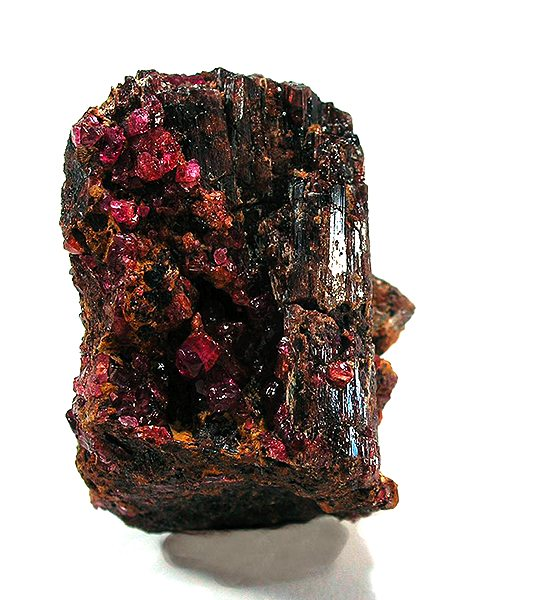
Korund na dużym krysztale painitu, Mogok, Mjanma. Rozmiar: 3,7 × 3,1 × 2,3 cm

Przez wiele lat wiadomo było jedynie o trzech potwierdzonych wystąpieniach kryształu. Przed rokiem 2005 potwierdzono około 25 odkryć tego minerału. Wielu znalezisk dokonano w Mjanmie.
Wzmożona eksploracja regionu Mogok w Mjanmie doprowadziła do odnalezienia wielu tysięcy nowych próbek painitu. Wiele odnalezionych próbek painitu jest ciemnych, nieprzezroczystych oraz niekompletnych. Odnaleziono niewielką liczbę przezroczystych próbek, z czego część została wykorzystana jako kamienie jubilerskie.
Pewna niewielka liczba minerałów pozostaje w prywatnych rękach. Reszta odnalezionych próbek painitu została podzielona pomiędzy Muzeum Historii Naturalnej w Londynie, Gemological Institute of America, California Institute of Technology oraz GRS Gem Research Laboratory w Lucernie.